# Monmouth (Kalifornija)
Monmouth je naseljeno područje za statističke svrhe u američkoj saveznoj državi Kalifornija. Prema popisu stanovništva iz 2010. u njemu je živjelo 152 stanovnika.